# Onthophagus truncaticornis
Onthophagus truncaticornis là một loài bọ cánh cứng trong họ Bọ hung (Scarabaeidae).